# Alpinus
Alpinus – polskie przedsiębiorstwo, a zarazem marka, założone w 1990 r. z inicjatywy polskich himalaistów – Artura Hajzera, Janusza Majera oraz Ryszarda Wareckiego. Specjalizowała się w produkcji i dystrybucji specjalistycznej odzieży i sprzętu do różnych aktywności outdoorowych od turystyki i wspinaczki górskiej, przez rower, aż po bieganie i żeglarstwo.

## Historia
W 1989 r. Artur Hajzer zapowiedział ofensywę polskich himalaistów na Koronę Himalajów i Karakorum, uruchamiając projekt 14 ośmiotysięczników w jeden rok. Poszukując sponsorów, wraz z Majerem udał się do Monachium na Międzynarodowe Targi Sprzętu i Mody Sportowej (ISPO). Sponsora nie znalazł, ale nawiązał znajomość z Albrechtem von Dewitzem, twórcą marki Vaude, która od 1974 r. produkowała odzież i sprzęt do sportów górskich i była znana polskim himalaistom. Ze sprzętu Vaude podczas wypraw korzystali wcześniej między innymi Wanda Rutkiewicz oraz Jerzy Kukuczka. Dewitz nie wierzył w powodzenie himalajskiego projektu, ale zaoferował sprzedaż swoich produktów w Polsce, a z czasem również szycie odzieży na zlecenie Vaude. Wyposażenie polskich ekip w tym czasie dalekie było od zachodnich standardów, a dostęp do specjalistycznego sprzętu nadal był skomplikowany. Odzież wspinacze szyli zwykle sami lub z pomocą przyjaciół. Jednak nadal były to prymitywne masywne buty i ubrania, których nie można było określać mianem funkcyjnych. Ponadto trend związany z outdoorem oraz rozwijający się kapitalizm sprawiły, że Hajzer dostrzegł na tym polu wielkie możliwości. Hajzer wniósł do współpracy znajomość potrzeb ludzi gór oraz swój autorytet, a Dewitz produkcyjne know-how, wkład finansowy (początkowo Dewitz miał 85% udziałów) oraz pierwsze maszyny. Decyzją założycieli (Artur Hajzer, Janusz Majer, Jan Nowak, Ryszard Warecki) oraz w imieniu niedawno tragicznie zmarłego Jerzego Kukuczki mającego 51% udziałów, założona w 1986 r. firma Summit istniejąca głównie po to, by organizować wyprawy, miała od tej pory koncentrować się na handlu, natomiast założona pół roku po wizycie na targach firma Alpinus, która jednocześnie była również nazwą marki, na produkcji.

## Powstanie firmy

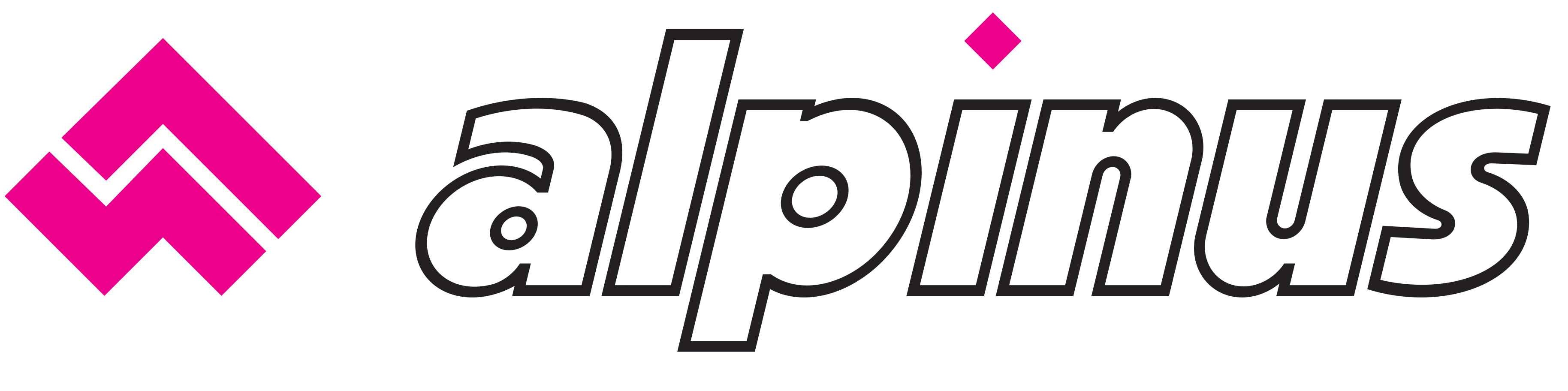
Logo marki Alpinus funkcjonujące w latach 90.

Nazwę Alpinus wymyślił w dniu rejestracji radca prawny – Krzysztof Sędzimir. Jeszcze przed założeniem Alpinusa w Katowicach założyciele otworzyli swój pierwszy sklep sportowy. Mieścił się on w Katowicach. Hajzer wynajął pomieszczenia od Ośrodka Harcerskiego w Chorzowie i wraz z Maciejem Kałwakiem, kolegą z lat szkolnych, który podobnie jak Hajzer miał już wcześniej doświadczenie w szyciu odzieży i sprzętu górskiego, uruchomił produkcję. Początkowo zespół liczył dziewięć osób – sześć szwaczek, szefową wykrojów, Hajzera i Kałwaka. Z czasem do zespołu dołączył Warecki, Majer oraz Helena Hajzer, matka Artura Hajzera. Wówczas Alpinus koncentrował się na szyciu bluz i kurtek polarowych. Pierwsze z nich sprzedano właścicielowi sklepu outdoorowego na Krakowskim Przedmieściu. W 1991 r., przy wsparciu Dewitza, firma otrzymała zlecenie na plecaki od Bundeswehry. Dochód pozwolił na realizację własnych projektów. Pierwszym z nich był plecak Woodpecker. Jak podają źródła sprzedano 150 000 egzemplarzy. Wkrótce firma szyła także przy współpracy z firmą SympaTex kurtki sympateksowe, głównie dla Vaude. Następnie nawiązała współpracę z amerykańską firmą Gore-Tex. Wkrótce udało jej się uzyskać licencje Gore-Tex i SympaTex. W 1992 r. Alpinus zatrudniał kilkaset osób. Różowe logo (któremu niekiedy towarzyszył slogan „Piąta strona świata”) zaprojektował Wojciech Liebner i studio Frodo, a hasło „Czy plus czy minus, zawsze Alpinus” wymyślił Marian Oslislo, późniejszy rektor Akademii Sztuk Pięknych w Katowicach i autor pierwszego logotypu Alpinus. Oferta marki w tym czasie koncentrowała się głównie na specjalistycznej odzieży i sprzęcie górskim. Każda wyprawa właścicieli wnosiła nową wartość do firmy, nową technologię i jakość. Według badań, po 5 latach obecności na rynku markę kojarzyło 33% Polaków. Firma przez wiele lat odnosiła sukcesy i cieszyła się uznaniem sportowców i podróżników, co przypisywano jej polskiemu rodowodowi oraz wysokiej jakości produktów.
15 listopada 1997 r. otwarto nową siedzibę firmy w Świętochłowicach. Firma współpracowała z trzydziestoma sportowcami (między innymi z Markiem Kamińskim) i zatrudniała osoby związane z Klubem Wysokogórskim np. Marka Raganowicza oraz fachowców z innych dziedzin np. Marka Arcimowicza, fotografa National Geographic. Produkowała także odzież rowerową, żeglarską, narciarską, snowboardową oraz kolekcję dla dzieci.

## Problemy
W 1998 r. najważniejsze postacie Alpinusa – prezes Artur Hajzer, wiceprezes Janusz Majer, szef rady nadzorczej Ryszard Warecki oraz dyrektor generalny Maciej Kałwak postanowiły zaprezentować ofertę za granicą. Wcześniej produkty marki Alpinus pojawiły się w Szwajcarii, teraz przyszedł czas na Czechy, Słowację i Łotwę. Ambicją Hajzera było zdobycie klientów na rynku zachodnim, jednak, jak się później okazało, było to zbyt trudne przedsięwzięcie dla marki nieznanej choćby z targów ISPO. Mimo tego w Wiedniu powstały trzy sklepy sportowe. Firma zaczęła popadać w tarapaty. Horrendalne koszty utrzymania sklepów w Austrii oraz próby przekonania świadomych i doskonale zaznajomionych z tematem wspinaczki Austriaków, którzy dodatkowo bardziej przychylni są rodzimym markom, obecnie podawane są za czołowe przyczyny upadku firmy Alpinus. Kolejne problemy spowodowane zostały nieproporcjonalnymi do przychodów nakładami na marketing (katalogi produktowe, sponsoring sportowców), zmiany gospodarcze w kraju, rosnącą konkurencją, wprowadzeniem jako partnera Renaissance Partners, oraz wprowadzeniem kolekcji miejskiej, która zawierała produkty, na zakup których stać było niewiele osób. Pojawienie się inwestora w postaci funduszu spowodowało parcie na wzrost. W 1999 r. problemy finansowe firmy były na tyle duże, że właściciele zaciągnęli kredyty w trzech bankach. W każdym zastawili coś innego – w jednym towary, w drugim budynki, a w trzecim dobra niematerialne takie, jak znaki towarowe. Bank Współpracy Europejskiej SA zawarł z firmą umowę przewidującą plan naprawczy, którego skutkiem było założenie firmy ADD SA.

## Upadek
W 2001 r. banki zaostrzyły politykę kredytową. Plan naprawczy nie powiódł się, w wyniku czego firma zbankrutowała. Od 2003 r. bank miał już prawo do marki. W pierwszym kwartale 2004 r. spółka ADD SA ogłosiła upadłość, a 5 października 2004 r. Euromark Polska Sp. z o.o. (konkurent Alpinusa od 1997 r.) stał się właścicielem marki Alpinus. W 2013 r. ogłoszono upadłość likwidacyjną spółki Euromark. Prawa do marki Alpinus ponownie przejął bank.

## Próba powrotu na rynek
Byli właściciele, nie mogąc pogodzić się z porażką, stworzyli nową spółkę Mount Sp. z o.o. z marką Alpin’s, co miało zatuszować bankructwo Alpinusa, a przeobrażenie się marki przedstawić w kontekście liftingu logo i nazwy. Ze względu na zbyt podobną nazwę do poprzedniej, Bank Współpracy Europejskiej SA oddał sprawę do sądu, który przyznał rację bankowi. Nowa spółka zmieniła nazwę marki na HiMountain. W 2005 r. spółka otrzymała licencję na szycie odzieży i sprzętu z membraną goreteksową. Powróciła też do wspierania sportowców, którzy trwali przy marce Alpinus i otwierała nowe sklepy. Odzież HiMountain zdecydowała się zabrać na wyprawę między innymi Martyna Wojciechowska oraz uczestnicy wypraw projektu Polski Himalaizm Zimowy. Spółka sponsorowała także różnego typu festiwale. W 2005 r. wygrała również przetarg na zaopatrzenie GOPR-u i TOPR-u. W 2007 r. spółkę opuścił Kałwak, Hajzer natomiast, zmęczony ciągłą walką o biznes, wrócił do wspinaczki. Mimo wsparcia finansowego udzielanego przez jednego z udziałowców – Albrechta von Dewitza, spółka upadła wkrótce po tragicznej śmierci Hajzera na Gaszerbrum 7 lipca 2013 r. We wrześniu 2015 r. spółka Mount sprzedała markę HiMountain spółce Globewalker Sp. z o.o. z Mikołowa. W kwietniu 2016 r. Sąd Rejonowy Katowice-Wschód ogłosił upadłość likwidacyjną spółki Mount Sp. z o.o. ze Świętochłowic.

## Alpinus dziś
W 2019 r. prawa własności do znaku Alpinus nabyła spółka Alpinus Group sp. z o.o. Alpinus to marka outdoorowa, inspirująca się stylem lifestylowym i streetwearowym.